# Kvemo Kartli
Kvemo Kartli (in georgiano ქვემო ქართლი?) è una provincia storica ed una regione amministrativa a sud est della Georgia. La città capoluogo è Rustavi. La popolazione è un misto di Georgiani e Azeri.